# Stereochlaena annua
Stereochlaena annua är en gräsart som beskrevs av Clayton. Stereochlaena annua ingår i släktet Stereochlaena och familjen gräs. Inga underarter finns listade i Catalogue of Life.